# Josef Kaiser (Architekt)

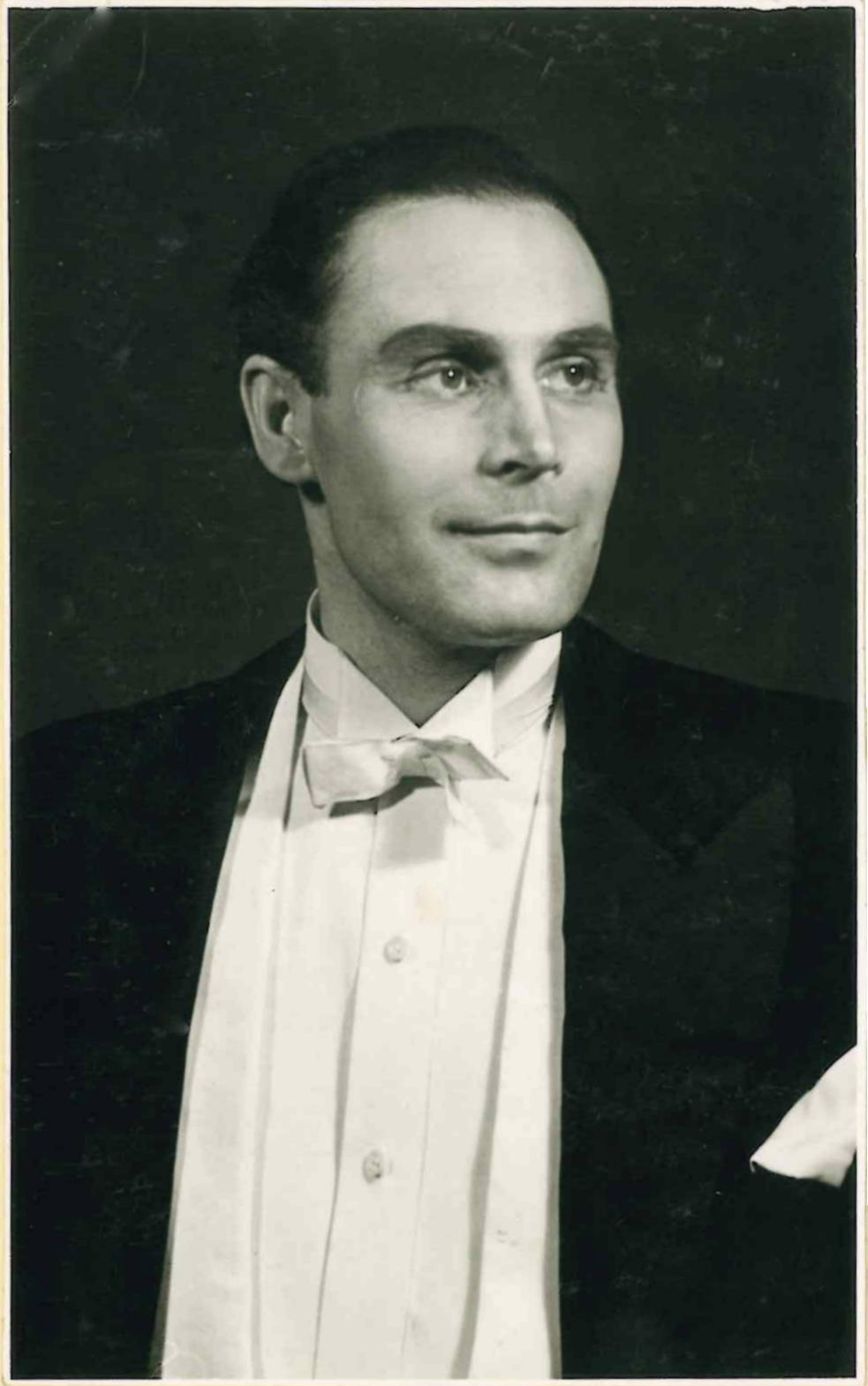
Josef Kaiser unter Künstlernamen Josef Sonngartner als Tenor am Berliner Theater am Nollendorfplatz (1948)

Josef Kaiser (* 1. Mai 1910 in Cilli; † 5. November 1991 in Altenberg (Erzgebirge)) war ein deutscher Architekt, Stadtplaner, Hochschullehrer und Tenor. Seine Entwürfe prägten in den 1960er Jahren maßgeblich die Architektur von Ost-Berlin. Mit über 400 Projekten gehörte Kaiser zu den meist beschäftigten Architekten in der DDR. Die im zweiten Bauabschnitt der Karl-Marx-Allee realisierten Gebäude zählen zu den bedeutendsten Vertretern der Nachkriegsmoderne.

## Herkunft
Kaiser war der Älteste von fünf Kindern. Sein Vater, Alois Kaiser, geboren 1879 in Kriegern (Böhmen) war Architekt und Stadtbaumeister und entstammte einer Bauernfamilie. Seine Mutter, Gabriele, geboren 1886 in Cilli, kam aus einer Handwerkerfamilie. Seine Eltern ermöglichten ihm als Kind Geigen- und Klavierunterricht sowie als Gymnasiast Cello- und Zeichenunterricht.

## Ehen und Nachkommen
Kaiser heiratete 1943 die Innenarchitektin Marianne, geborene Welzel, eine Tochter von Angestellten der Allgemeinen Versicherungsgesellschaft. Aus der Ehe gingen drei Söhne hervor, wovon der Zweitälteste, Michael Kaiser (1951–2023) Architektur studierte.
Josef Kaisers Ehefrau verstarb im Jahre 1979. 1980 heiratete er Hilde geborene Vogler, die von Beruf Schneiderin war.

## Leben und Wirken
Kaiser studierte von 1929 bis 1935 Architektur und Hochbau an der Deutschen Technischen Hochschule Prag. Seine Berufslaufbahn als Architekt begann am 8. Dezember 1935 im Architekturbüro Ernst Flemming in Weimar. Zu den von ihm als angestellter Architekt bearbeiteten und realisierten Projekten gehören u. a. der Neubau der Stadtsparkasse in Eisenberg, der Neubau der Großgarage Keil in der Erfurter Straße in Weimar sowie der Entwurf zum Umbau des Residenzkaffees in Weimar. Nach einer kurzen Tätigkeit 1937 bis 1938 für die Thüringische Gemeinnützige Heimstätten AG (Thühag) in Weimar arbeitete Kaiser in Berlin bei Otto Kohtz.
Von 1938 bis 1941 war er im Büro der Deutschen Arbeitsfront bei Julius Schulte-Frohlinde angestellt, wofür ein NSDAP-Beitritt die Voraussetzung war. Am 11. Januar 1939 beantragte er die Aufnahme in die NSDAP und wurde rückwirkend zum 1. November 1938 aufgenommen (Mitgliedsnummer 6.860.347).  Bis Sommer 1941 bearbeitete Kaiser Projekte für Hamburg, Köln, Berlin, Linz sowie Peenemünde, die aber kriegsbedingt vielfach nicht realisiert wurden. Die zur Ausführung gelangten Projekte in Peenemünde sind ein Verwaltungsgebäude für 600 Personen, der Neubau von drei Fertigungshallen sowie das Einfamilienhaus für den Werkleiter. Danach leitete er von 1941 bis zum Kriegsende die Abteilung Grundrisstypenplanung an der Deutschen Akademie für Wohnungswesen in Berlin-Buch.
1943 und 1944 übernahm er die Leitung des Entwurfs- und Konstruktionsbüros der Oberschlesischen Hydrierwerke AG in Blechhammer. Dort realisierte Kaiser mit seiner Abteilung etwa 100 Projekte – darunter Luftschutz- und Sanitätsbunker, Werkstätten und technische Anlagen, Lokschuppen, Lagerhäuser, Bekohlungsanlagen, Wohnblöcke, ein Casino und Mädchenhaus, eine Großwäscherei u. a. m. Am 30. November 1944 erhielt er einen erneuten Einberufungsbefehl, worauf er am 9. Dezember 1944 der 17. Marine-Ersatz-Abteilung in Flatow (Westpreußen) zugewiesen wurde.

Nach einem mehrwöchigen Aufenthalt in einem Ausbildungslager nahe Český Šternberk erfolgte sein Einsatz zum Schutz des Kieler Hafens sowie als Funker im Marinestab in Hassee. Eine Erkrankung der Nebenhöhlen führte ab 30. April 1945 zu einem Aufenthalt im Marine-Lazarett Hassee mit mehreren Operationen bis zur Genesung und gleichzeitigen Entlassung aus dem Kriegsdienst im August 1945. Ab September 1946 begann Kaiser eine Gesangsausbildung an der Musikhochschule Dresden. Anschließend arbeitete er als Tenor im Theater am Nollendorfplatz und danach am Theater in Frankfurt/Oder. 

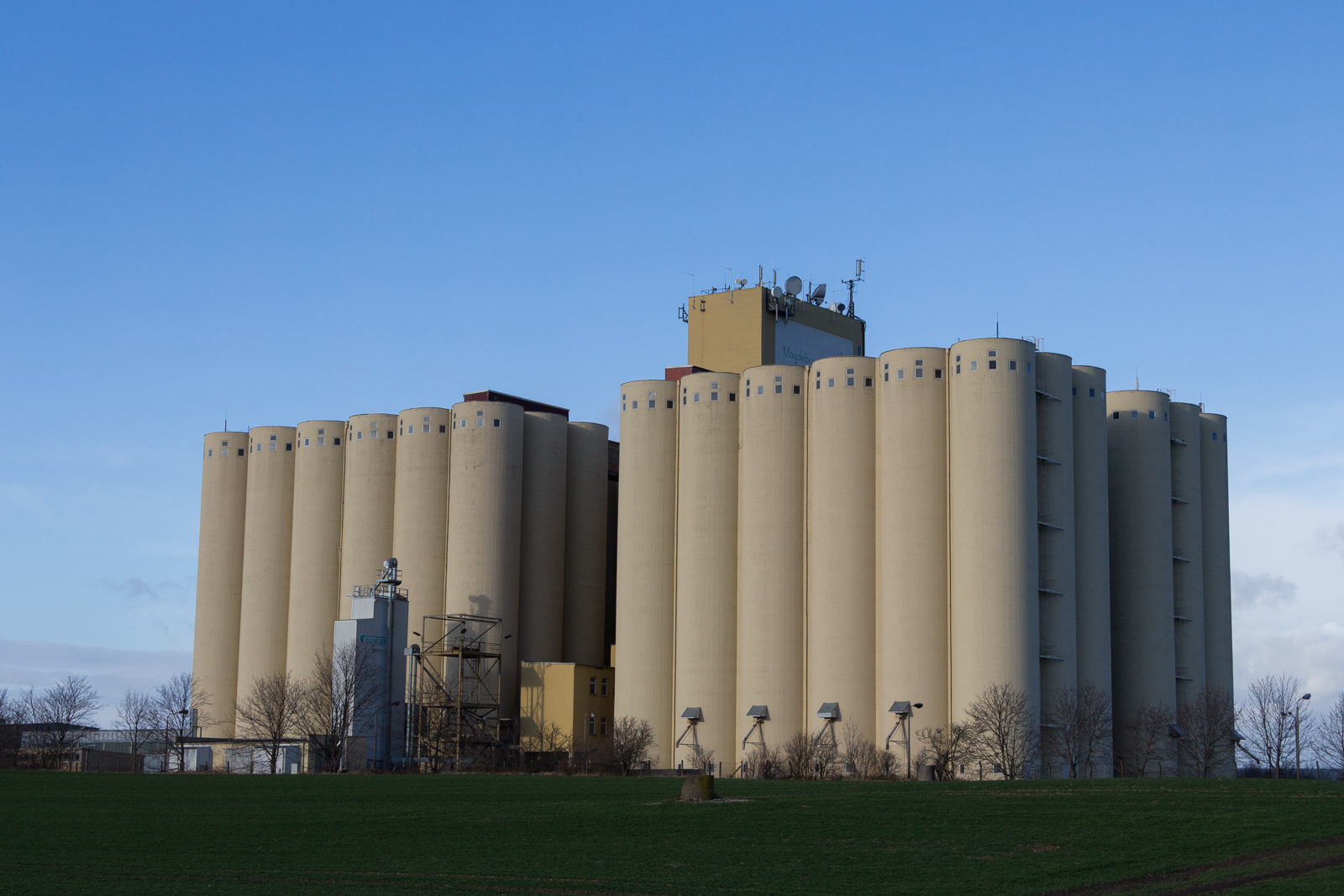
Getreidesilo Halberstadt (1972–1985)

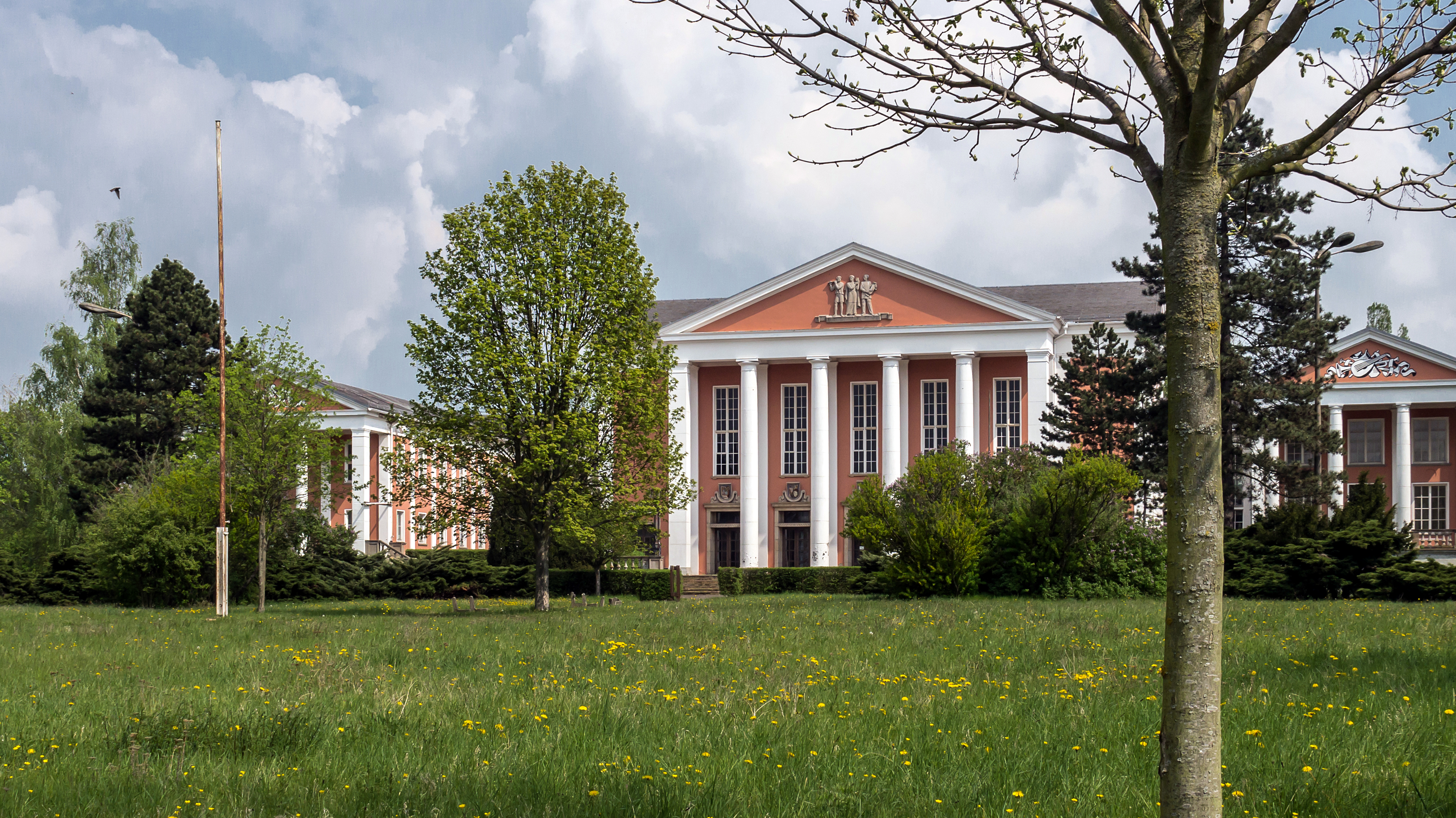
Kulturpalast Unterwellenborn (2014)

1951 war er wieder im bautechnischen Bereich in der Meisterwerkstatt II unter Hanns Hopp der Deutschen Bauakademie tätig. Es folgte eine steile Karriere. Seine Typenplanungen für den Wohnungsbau in den 1950er Jahren beeinflussten die Bautätigkeit für die folgenden Jahre in der DDR. Auch im Zusammenhang mit der Industrialisierung der Landwirtschaft wurde unter seiner Leitung die Planung von Großsilos und Kühlhäusern vorangetrieben.
Von besonderer Bedeutung ist der Bau des Kulturhauses des VEB Maxhütte, der als sein bedeutendster Bau in Thüringen angesehen wird und unter Denkmalschutz steht. Kaiser beschäftigte sich bereits in frühen Jahren mit der Frage nach dem Wohnen in der Zukunft und war auf der Suche nach der zukünftigen Architektur im Sozialismus.
Kaiser wurde 1952/1953 Chefarchitekt beim Generalprojektanten in Stalinstadt, wo er die Projektierung des Wohnkomplexes II mit Krankenhaus leitete. Von 1952 bis 1954 nahm er einen Gast-Lehrauftrag an der Hochschule für Architektur und Bauwesen in Weimar am Lehrstuhl für Wohn- und Gesellschaftsbau wahr. 1955 bis 1958 arbeitete er im Büro des Chefarchitekten von Ost-Berlin Hermann Henselmann als Leiter der Arbeitsgruppe „Informationsprojekte“. Politisch bemerkenswert ist, dass Kaiser in dieser Zeit auch Wohnbauten in Mannheim, West–Berlin und Essen projektieren durfte. Ab 1958 leitete Josef Kaiser das Entwurfskollektiv des zweiten Bauabschnitts der Karl-Marx-Allee in Berlin (Ensemble zwischen Strausberger Platz und Alexanderplatz) als Abteilungsleiter und Projektant beim VEB Berlin-Projekt (seit 1967 VEB Bau- und Montagekombinat (BMK)
Ingenieurhochbau Berlin (IHB)).
Von 1969 bis 1972 hatte er eine Professur an der Hochschule für Architektur und Bauwesen in Weimar inne. Am 24. Mai 1972 wurde er auf eigenen Wunsch emeritiert, da ihn die ausschließlich theoretische Arbeit als Hochschulprofessor nicht ausfüllte. Im Juli 1973 folgte er dem Angebot von Erhardt Gißke, als Berater im Planungsstab am Neubau des Palastes der Republik mitzuarbeiten. Hier übernahm er wichtige Entwurfsleistungen von der Ordnung von Funktionen bis zu gestalterischen und konstruktiven Fragen der Fassade und der Eingangsgestaltung. Folgerichtig wurde er bei der Umbildung der Leitungsebene im Mai 1974 durch den Minister für Bauwesen als Mitglied der Konsulentengruppe berufen und damit formal zu einem der leitenden Projektarchitekten für den Palast der Republik.
In der langjährigen und erfolgreichen Zusammenarbeit als Chefarchitekt und persönlicher Berater beim Direktor der Aufbauleitung für Sonderbauvorhaben in Ost-Berlin Erhardt Gißke entstanden eine Reihe von Studien zur Ordnung der Funktionen von Gebäuden. So erhielt Kaiser 1976 den Auftrag zur Erarbeitung der Funktionslösung für den Hochhausneubau des Chirurgischen Zentrums der Charité.
Der Entwurf wurde Grundlage der weiteren Planungen. Auch für die im Folgejahr geplante Errichtung eines Sport- und Erholungszentrums an der Landsberger Allee erarbeitete Kaiser eine Studie zur Ordnung der Funktionen. Für den Neubau des Internationalen Handelszentrums (IHZ) beauftragte Gißke ihn mit der Vorbereitung des Projektes und den Vergabe- und Vertragsverhandlungen mit den Anbietern. Zwischen 1975 und 1978 wurde Kaiser dreimal zur Abstimmung des Projektes nach Japan für Verhandlungen mit den Planern der Kajima Corporation entsandt. 1978 bis 1980 war er am Vorentwurf für den von Walter Schwarz, Manfred Prasser und Dieter Bankert errichteten Neubau des Friedrichstadt-Palastes beteiligt.
Weitere von Kaiser betreute Projekte als Berater in der Aufbauleitung für die Sonderbauvorhaben in Ost-Berlin waren das Schauspielhaus (Berlin) (heute Konzerthaus Berlin), das Palasthotel, das Haus der Jungen Pioniere und das Berliner Nikolaiviertel. Ab 1980 entstanden noch einige Planungen u. a. für Gästehäuser der Regierung sowie für das Haus der Jugend am Tierpark Berlin, die aber überwiegend nicht realisiert werden konnten. Nach einer Fassadenplanung für den geplanten Wiederaufbau des Hotel Adlon zog sich Kaiser 1985 ins Private zurück. An der im Zuge der deutschen Einheit 1990 einsetzenden Diskussion um die Neugestaltung des Berliner Zentrums beteiligte er sich mit schriftlichen Diskussionsbeiträgen. Dabei befürwortete er einen Teilaufbau des Berliner Stadtschlosses bei Erhalt des Palastes der Republik.
Einige seiner besten Bauten im Zentrum Berlins wurden nach der Wiedervereinigung abgerissen oder überformt. Kaiser starb am 5. November 1991 bei einem Autounfall in der Nähe von Altenberg.

## Darstellung Kaisers in der bildenden Kunst der DDR
- Bert Heller: Architekt Dipl.-Ing. Josef Kaiser (1962, Öl, 47 × 34 cm; Kunstsammlung der Akademie der Künste)[6]

## Realisierte Projekte (Auswahl)

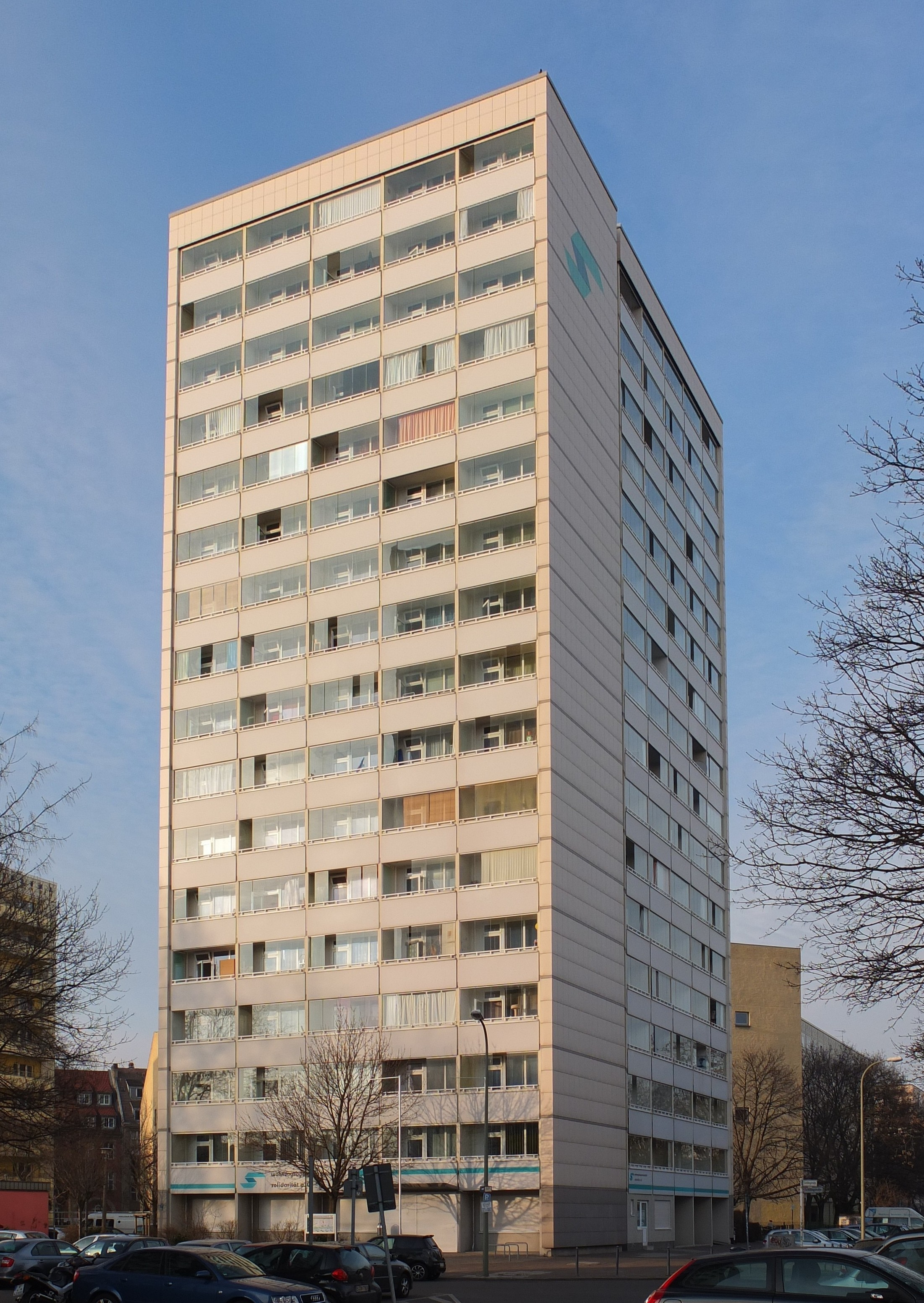
Hochhaus Schillingstr. 30

- 1951–1955: Kulturhaus des VEB Maxhütte
- 1952–1954: Wohnkomplex II Stalinstadt (Eisenhüttenstadt)
- 1960: Entwurf der Frontfassade des Staatsratsgebäudes
- 1963: 17-geschossiges Wohnhochhaus Schillingstraße (Berlin)
- 1964–1968: Ministerium für Auswärtige Angelegenheiten der DDR
- 1967: Umbau Werner-Seelenbinder-Halle
- 1967–1970: Centrum Warenhaus am Berliner Alexanderplatz
- 1976–1978: Internationales Handelszentrum (IHZ) in der Friedrichstraße

### Berlin – Karl-Marx-Allee
- 1960–1962: Kino Kosmos
- 1961–1963: Kino International[7] und Interhotel Berolina
- 1961–1964: Café Moskau

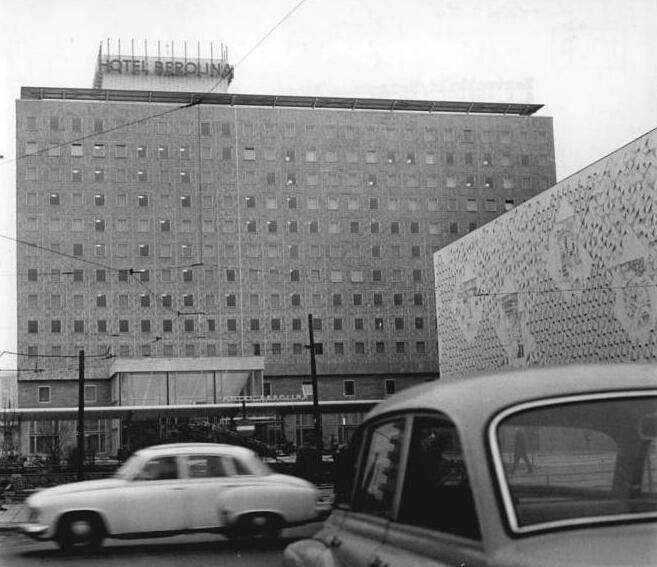
Hotel Berolina (1964)
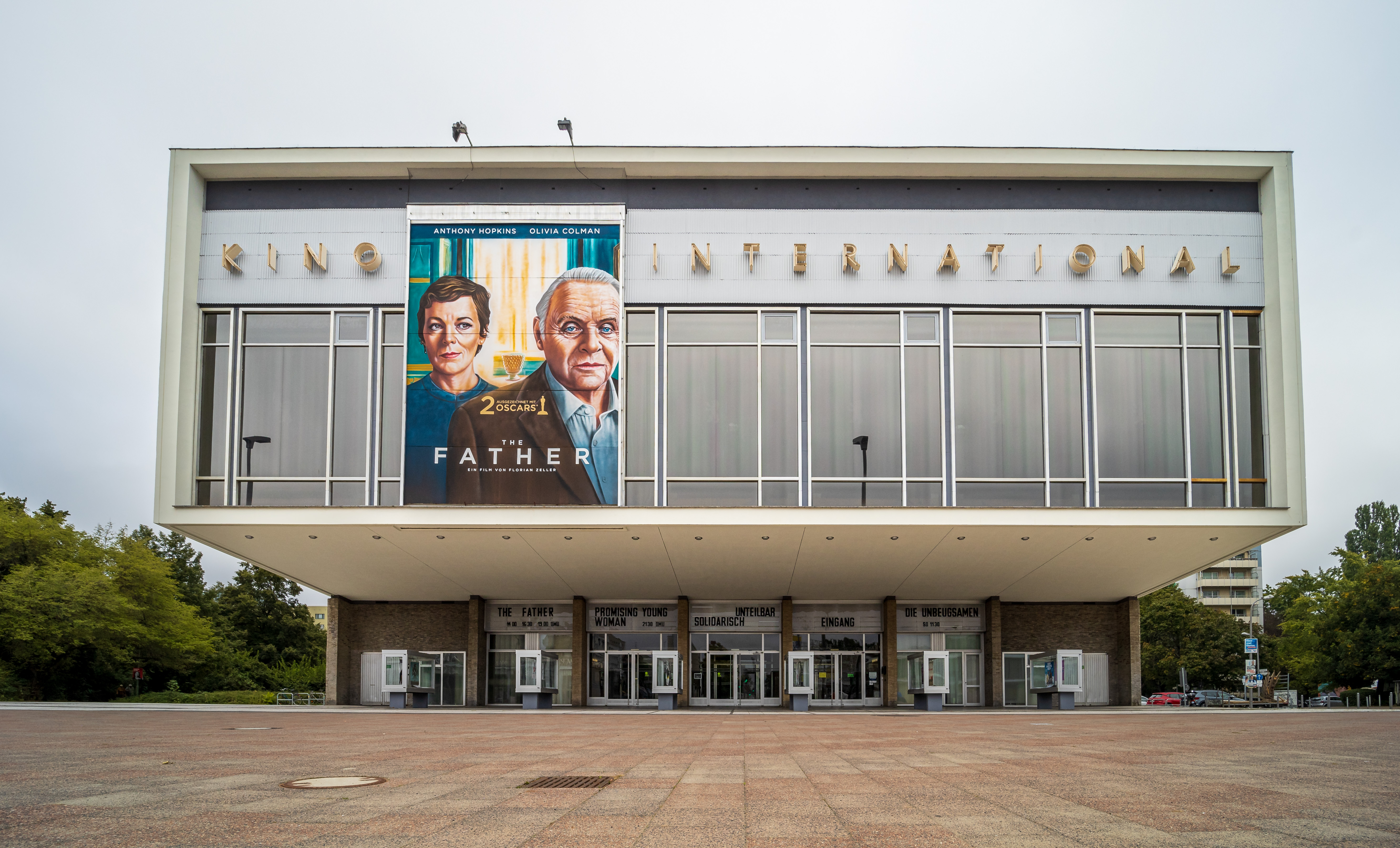
Kino International (2021)
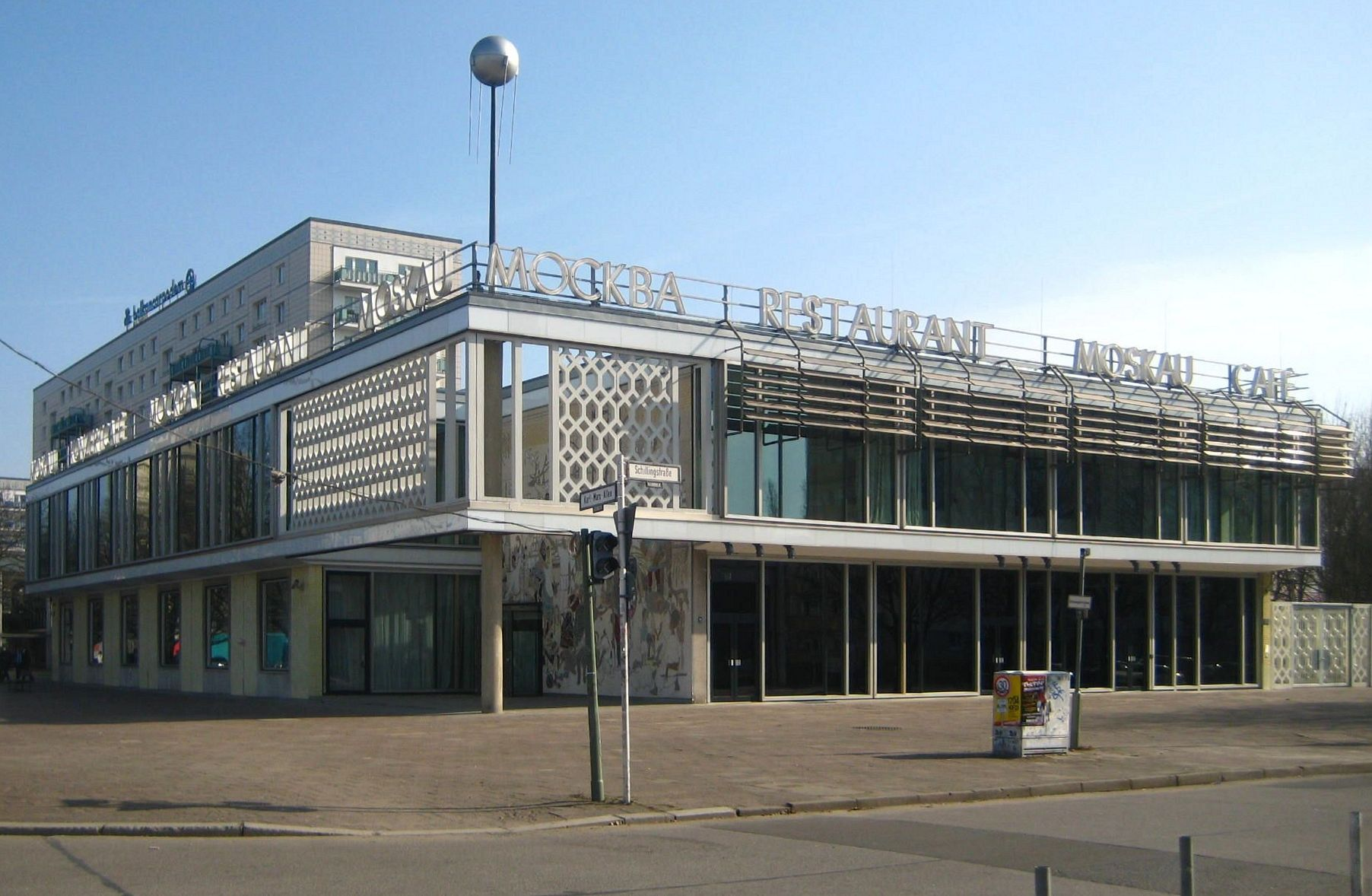
Café Moskau (2010)
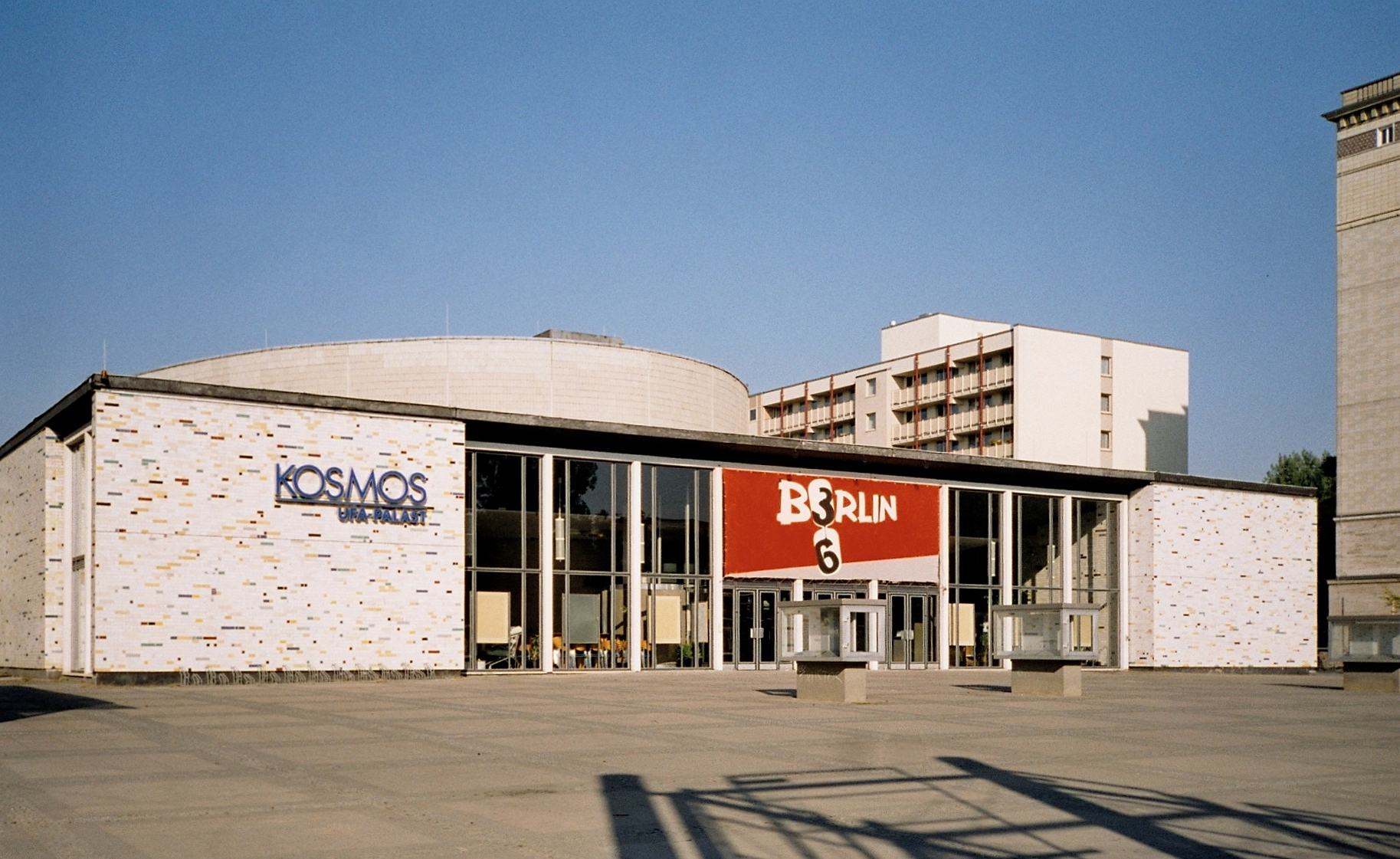
Kino Kosmos (2006)
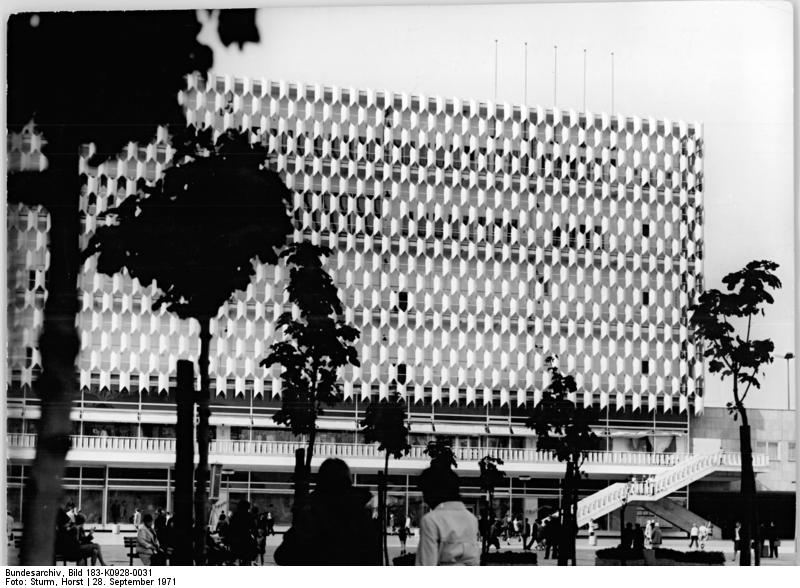
Berlin Alexanderplatz, „Centrum“-Warenhaus (1971)
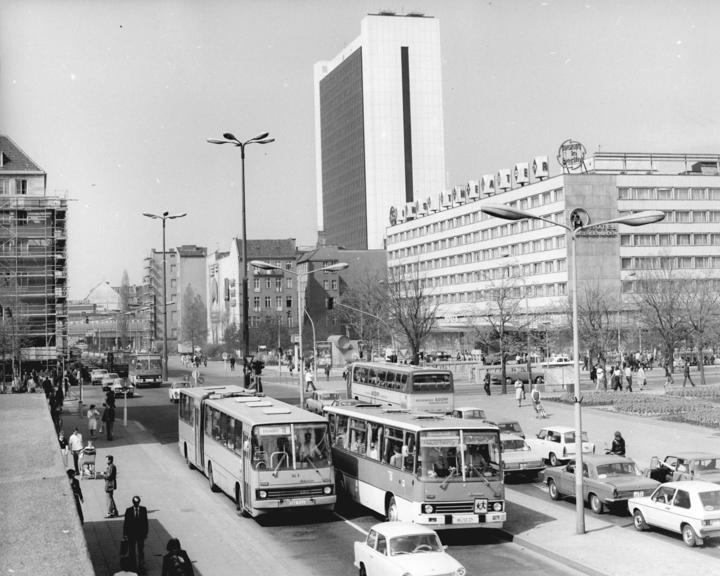
Berlin Hochhaus Internationales Handelszentrum (1979)

### Dresden-Johannstadt
- 1964 17-geschossige Wohnhochhäuser Dresden-Johannstadt

## Nicht realisierte Projekte
- 1960 Regierungsgebäude im Zentrum Berlins mit 70 m hoher gläserner Kuppel
- 1967 100 m hohes Großhügelhaus mit terrassierten Wohnungen[8]
- 1967 Einladungswettbewerb zum Wiederaufbau der Semperoper Dresden
- 1980 Haus der Jugend am Tierpark Berlin

## Abgerissene Gebäude
- 1996 Hotel Berolina

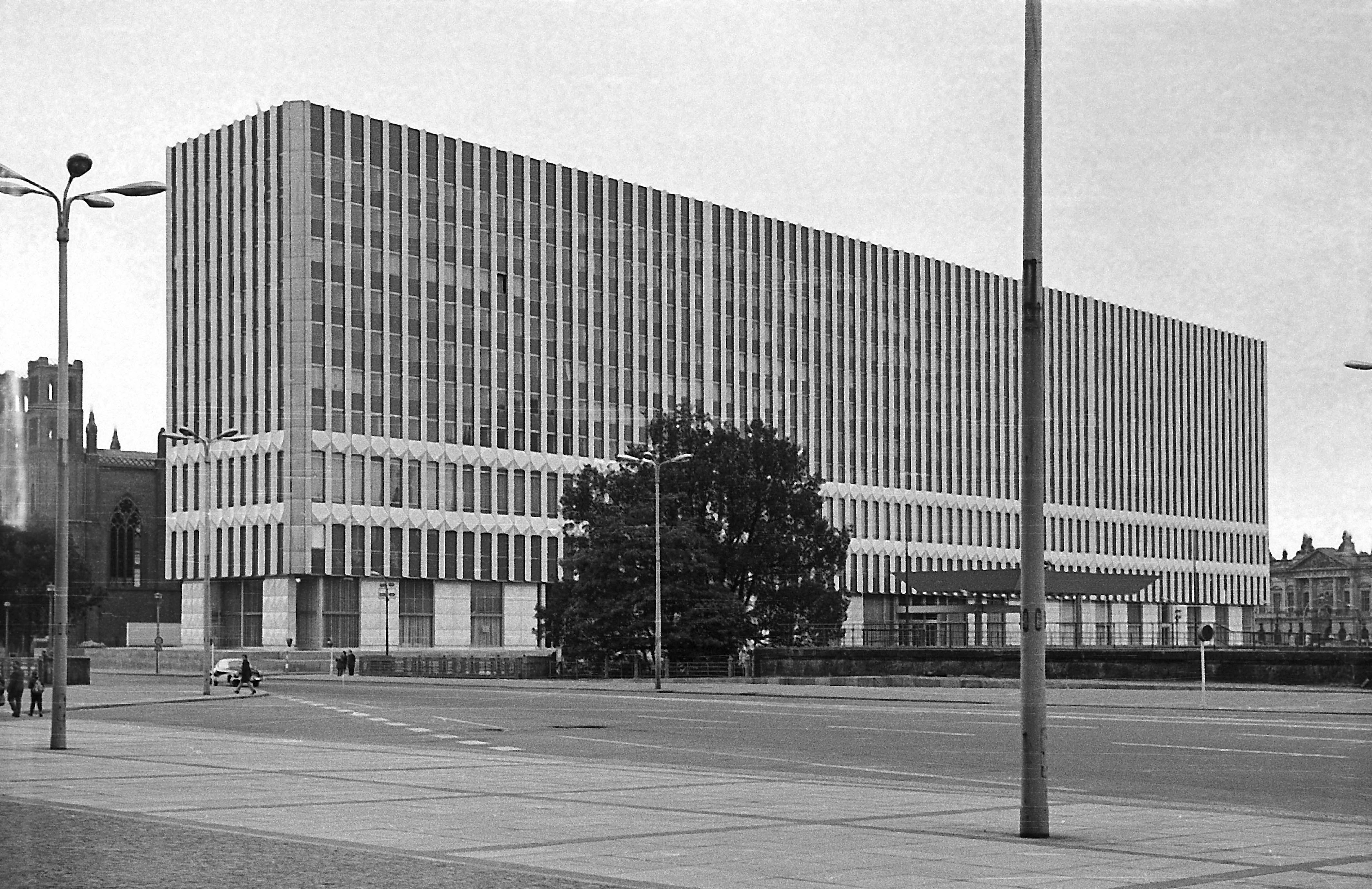
DDR-Außenministerium (1991)

- 1996 Ministerium für Auswärtige Angelegenheiten der DDR[9]
- 1992 Werner-Seelenbinder-Halle

## Auszeichnungen und Ehrungen
- 1962 Nationalpreis der DDR II. Klasse für Kunst und Literatur als Mitglied des Kollektivs Karl-Marx-Allee, gemeinsam mit Edmund Collein und Werner Dutschke,
- 1976 Banner der Arbeit für seine Verdienste bei der Planung und Realisierung des Palastes der Republik,
- 1980 Vaterländischer Verdienstorden in Silber in Anerkennung hervorragender Verdienste beim Aufbau und bei der Entwicklung der sozialistischen Gesellschaftsordnung und der Stärkung der DDR
- 2004 Ausstellung Zwei deutsche Architekturen[10]
- 2015 Ausstellung Radikal modern in der Berlinischen Galerie[11]

## Mitgliedschaften
- 1951–1990 Mitglied im Vorstand des Clubs der Kulturschaffenden „Johannes R. Becher“: Mitglied der Sektion Architektur und Bildende Kunst
- 1951–1955 Mitglied der Deutschen Bauakademie Berlin: (Mitglied im Bundesvorstand sowie in den Sektionen „Internationale Arbeit“ und „Hochbau“)
- 1953 Berufung zum Mitglied des Beirates für Architektur beim Ministerium für Auswärtige Angelegenheiten
- 1961–1990 Korrespondierendes Mitglied der Bauakademie der DDR
- 1963 Mitglied der DDR-Delegation zum Kongress der Union Internationale des Architectes in Havanna (Kuba)

## Veröffentlichungen (Auswahl)
- Das Kulturhaus der Maxhütte. In: Deutsche Architektur, 1954 (III), Heft 3, S. 102–107
- Ästhetische Verhältnisse beim industriellen Bauen. In: Deutsche Architektur, 1959 (VIII), Heft 10, S. 575
- Die Fortsetzung der Stalinallee vom Straußberger Platz zum Alexanderplatz. In: Neues Deutschland vom 1. Januar 1960, S. 5
- Filmtheater Kosmos Berlin, Karl-Marx-Allee. In: Deutsche Architektur, 1963 (XII), Heft 1, S. 45
- Wettbewerb zur Entwicklung neuer Typengrundrisse für den industriellen Wohnungsbau (2. Preis Kollektiv VEB Berlin-Projekt). In: Deutsche Architektur 1963 (XII), Heft 7, S. 450
- Filmtheater International Berlin, Karl-Marx-Allee. In: Deutsche Architektur, 1964 (XIII), Heft 1, S. 24–31
- Gaststätte Moskau in Berlin. In: Deutsche Architektur, 1964 (XIII), Heft 4, S. 210–216
- Neue gesellschaftliche Bauten an der Karl-Marx-Allee in Berlin: Fünf Ladenbauten/Hotel Berolina. In: Deutsche Architektur, 1964 (XIII), Heft 7, S. 425–440
- Erstes 17geschossiges Wohnhochhaus der Hauptstadt. In: Bauzeitung 1965 (19), Heft 1, S. 2–4
- Das Ministerium für Auswärtige Angelegenheiten Berlin. In: Deutsche Architektur, 1965 (XIV), Heft 11, S. 650–654
- Das Ministerium für Auswärtige Angelegenheiten in seinen Projektierungsstadien. In: Deutsche Architektur, 1965 (XIV), Heft 11, S. 655–659
- Warenhaus. Bemerkungen zur Integration architektonischen Entwerfens. In: Deutsche Architektur, 1967 (XVI), Heft 1, S. 38–43
- Sozialistische Stadt als Modellfall. Ein Vorschlag zur Erneuerung des Städtebaus. In: Deutsche Architektur, 1968 (XVII), Heft 1, S. 48–49
- Punkthochhaus Berlin, Schillingstraße. In: Deutsche Architektur, 1968 (XVII), Heft 3, S. 150–152
- Es geht um das Leitbild der künftigen Stadt, geht um das Ziel. In: Deutsche Architektur, 1968 (XVII), Heft 10, S. 629–630

## Sonstiges
Mit der Verwaltung seines beruflichen und künstlerischen Nachlasses hat Josef Kaiser schon zu Lebzeiten seinen Sohn Michael beauftragt. Das daraus begründete Privatarchiv in Dresden wird von den Eheleuten Lucia und Michael Kaiser geführt. Es enthält Entwurfspläne, Skizzen, Handzeichnungen, Briefe und umfangreiches Fotomaterial zu allen Lebens- und Schaffensabschnitten des Architekten.